# Boethus babatunde
Boethus babatunde är en stekelart som beskrevs av Scaramozzino 1991. Boethus babatunde ingår i släktet Boethus och familjen brokparasitsteklar. Inga underarter finns listade.